# Green City

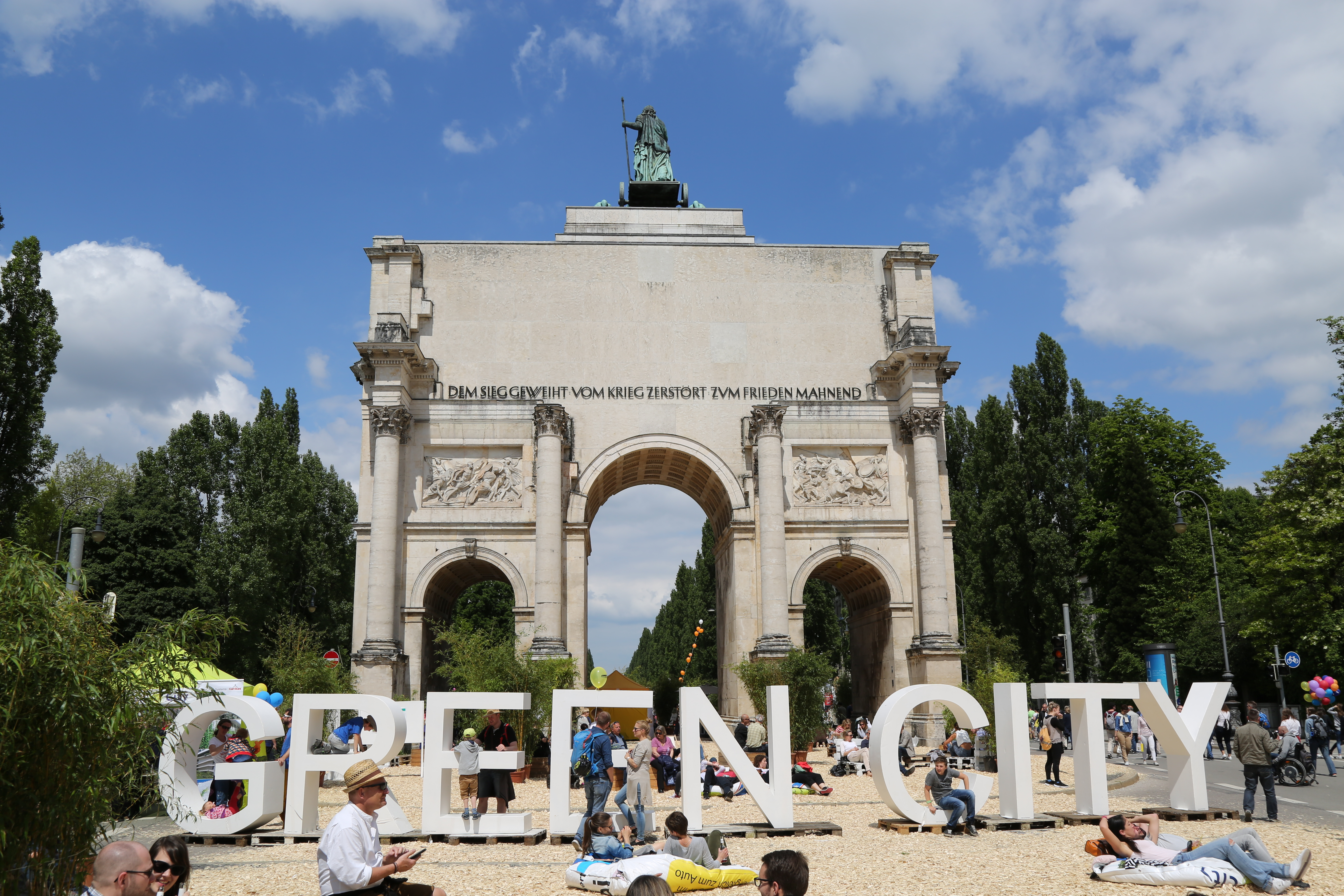
Green City Lounge auf dem Streetlife-Festival (2017)

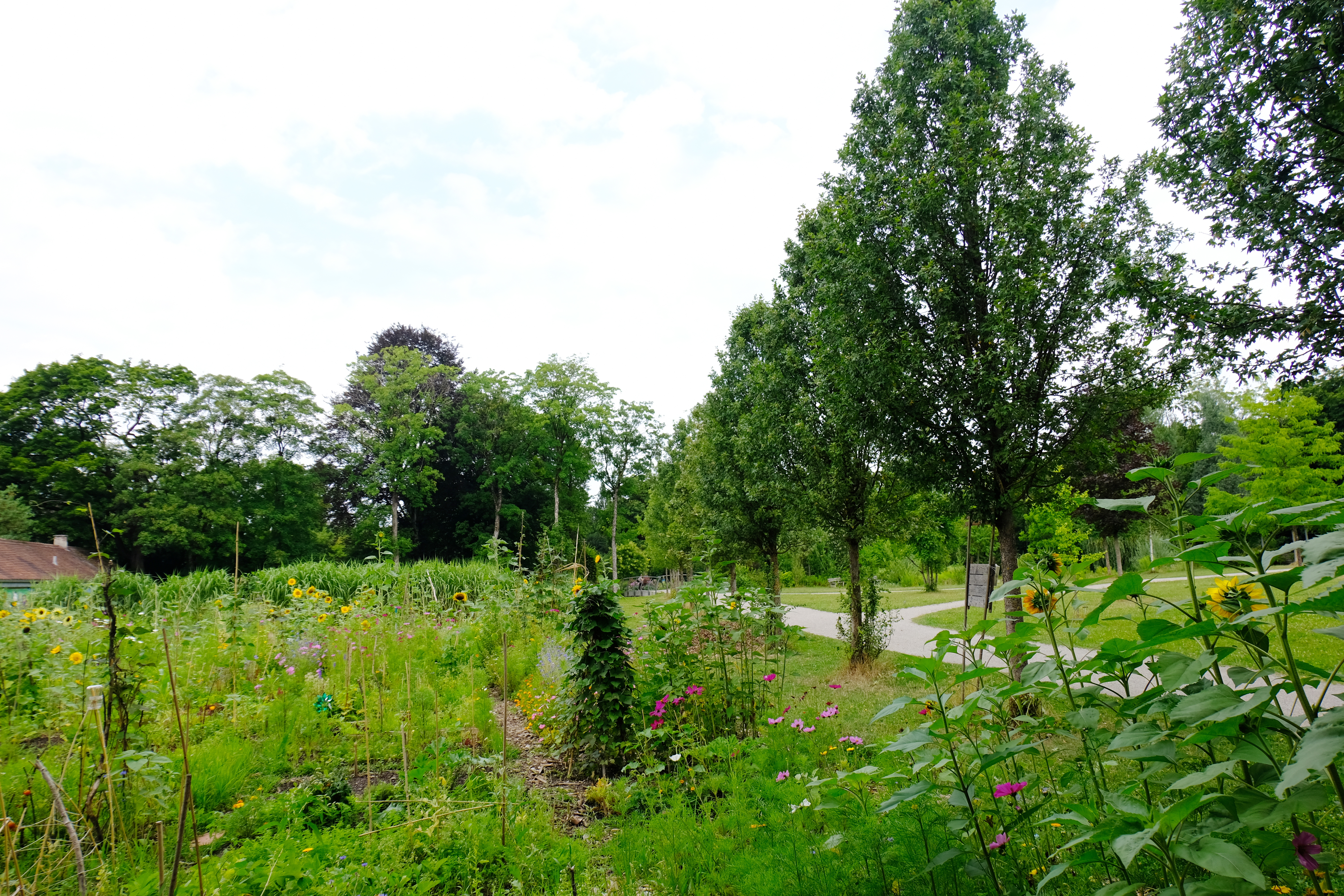
Beete des Projekts „Essbare Stadt“ im Münchner Rosengarten (2019)

Green City ist eine Umweltorganisation in München.

## Verein
Green City e.V. ist ein gemeinnütziger Verein in München. Er wurde im Jahr 1990 gegründet und verfügt über 2.479 Mitglieder und Aktive (Stand März 2022).  Hervorgegangen ist der Verein aus der Initiative „München 2000 Autofrei“.
Das erklärte Ziel von Green City ist es, München zu einer lebenswerteren und grüneren Stadt zu machen. Der gemeinnützige Verein ist heute eine der größten Umweltorganisationen Münchens. Er finanziert sich durch seine Mitglieder, Spenden, Zuschüsse und Auftragsarbeiten.
Green City organisiert Veranstaltungen in München. Am bekanntesten war das Streetlife Festival, das 2000 erstmals und 2019 letztmals stattfand. Nach zwei Jahren Pause aufgrund der COVID-19-Pandemie teilte der Verein im April 2022 mit, dass er das Streetlife-Festival nicht mehr veranstalten werde. Green City organisierte seit 1999 die Blade Night, zog sich aber 2020 aus finanziellen Gründen zurück und übergab die Veranstaltung einem anderen Verein. Noch laufende Projekte sind unter anderem verschiedene Gemeinschaftsgärten in München und die Wanderbaumallee.
Seit 2008 gibt es „Kleidertauschparties“, bei welchen Teilnehmer untereinander gebrauchte Kleidung tauschen können.
Im Jahr 2014 startete Green City das Begrünungsprojekt „Grünpaten“, welches das Ziel hat, städtische Grünflächen zu bepflanzen und zu pflegen.
Der Verein engagiert sich für die Verringerung der Feinstaubbelastung in München. Bei dem Projekt „Essbare Stadt“ pflanzen Freiwillige Essbares in der städtischen Baumschule.
Der Journalist Thomas Anlauf erkannte zum 25-jährigen Bestehen, dass „trotz mancher Rückschläge die lokale Umweltorganisation vieles in der Stadt verändert“ hat. Gemäß Anlauf entwickelte sich Green City „zu einer der einflussreichsten Umweltorganisationen Münchens“.

## Unternehmen
Im Jahr 2003 erfolgte Gründung der Green City Projekt GmbH, 2005 wurde daraus die Green City Energy GmbH. 2011 erfolgte die Umwandlung der Green City Energy GmbH in die Green City AG. Der Mehrheitsaktionär ist die Münchener Umweltorganisation „Green City e.V.“. Jens Mühlhaus, der ehemalige Stadtrat (Grüne) der Landeshauptstadt München und Vorstandsmitglied des Green City e.V wurde der Vorstandssprecher der Green City AG. Seitdem sind wiederum mehr als 80 Tochtergesellschaften daraus entstanden. Der Verein Green City hält 53,6 % der Anteile. Die Wertpapiere werden nicht an der Börse gehandelt, rund 35 % befinden sich in Streubesitz.

### Vorstand
- Jens Mühlhaus, seit 2010 Vorstandssprecher[11]
- Heike von der Heyden (Corporate Finance)

### Aufsichtsrat
- Christian Alexander Mayer (Rechtsanwalt im Umwelt- & Energierecht bei Noerr LLP in München)
- Trine Hafsett
- Martin Glöckner
- Birgit Kredel

### Unternehmensstruktur
Der Unternehmensverbund besteht aus einem nicht unbedingt transparenten Firmengeflecht von über 50 Gesellschaften, wie:
- Green City Finance GmbH
- Green City Experience GmbH
- Green City Power GmbH
- Green City Operations & Management GmbH
- Green City Energy Kraftwerkspark III GmbH & Co. KG
- Green City Solarimpuls I GmbH & Co. KG
- Green City Smart Mobility I GmbH
- Green City Solarpark 2020 GmbH & Co. KG
- Green City Windpark 2021 GmbH & Co. KG

Green City AG in Frankreich und Italien
- Green City Energy France SARL
- Green City Italia Srl

Die Green City AG unterstützt und fördert als Energie- und Verkehrswende-Unternehmen den Ausbau erneuerbarer Energien sowie alternativer Verkehrskonzepte.
Unter dem Motto „Energiewende in Bürgerhand“ konnten Anleger in einen regenerativen Kraftwerkspool in Europa investieren. Im Rahmen der Anleihe »Kraftwerkspark III« wurde eine Festverzinsung von bis zu 5,0 Prozent versprochen. Insgesamt hat die Green City Gruppe wohl etwa 245 Mio. € an Kapital bei Anlegern eingesammelt. Damit (und vermutlich mit Bankkrediten) wurden Investitionen von über 500 Mio. € realisiert.

### Kapitalanlagen
Im Lauf der Jahre hat die Green City Gruppe zahlreiche Projekte umgesetzt und Anleger hatten verschiedene Möglichkeiten sich zu beteiligen. Neben Aktien hat die Unternehmensgruppe verschiedene Anleihen emittiert. Dazu zählen:
- Green City Jubiläumsanleihe / Tranche B
- Green City Anleihe II
- Green City Anleihe 2022
- Green City Energy Kraftwerkspark II GmbH & Co. KG
- Green City Energy Kraftwerkspark III GmbH & Co. KG
- Green City Solarimpuls I GmbH & Co. KG

### Insolvenz
Im Dezember 2021 steckten mehrere Wind- und Solarparkprojekte der Green City AG in finanziellen Schwierigkeiten, sodass Zinszahlungen und die Rückzahlung von Anleihen gefährdet waren. Auf einer außerordentlichen Hauptversammlung 2022 sollte über eine Restrukturierung beraten werden. Am 24. Januar 2022 stellten die Green City AG und die Konzerngesellschaft GCE Kraftwerkspark I GmbH beim Amtsgericht München einen Antrag auf Eröffnung eines Insolvenzverfahrens. Zu den Hintergründen wird vermutet, dass das extrem komplexe und intransparente Firmengeflecht mit vielen Tochtergesellschaften zum Verhängnis geworden sei. Bereits zum Geschäftsjahr 2017 sei vom Wirtschaftsprüfer vermerkt worden: „Das Vorhandensein von in der Konzernbilanz ausgewiesenen Guthaben bei Kreditinstituten in Höhe von TEUR 1.282 ist nicht hinreichend nachgewiesen.“ Es könne nicht ausgeschlossen werden, dass der Konzernabschluss und der Konzernlagebericht fehlerhaft seien.
Das Amtsgericht München hat nach mehr als drei Monaten Voruntersuchungen am 1. Mai 2022 Axel Bierbach, den (bis dahin nur vorläufigen) Verwalter, beauftragt, die insolvente Green City AG weiterzuführen oder abzuwickeln. Am 3. Juni wurde der Verkauf an den französischen Ökostrom-Anbieter Qair Groupe bekannt gegeben. Der Standort München bleibt erhalten.